# Palmariales
Palmariales Guiry & D.E.G. Irvine in Guiry, 1978  é o nome botânico, segundo o sistema de classificação de Hwan Su Yoon et al. (2006), de uma ordem de algas vermelhas pluricelulares da classe Florideophyceae, subfilo Rhodophytina.

## Táxons inferiores
Família: Palmariaceae Guiry 1974
Família: Rhodophysemataceae G.W. Saunders & J.L. McLachlan, 1990
Família: Rhodothamniellaceae G.W. Saunders